# 浦项站
浦项站（：／ Pohang yeok */?）是東海線和迎日灣港線沿線的一座鐵路車站，同時也是迎日灣港線的起點車站，位於韓國庆尚北道浦项市北區興海邑，有KTX及無窮花號列車停靠。

## 車站結構
站體為2面4線的雙島式月台。

### 月台配置
| ↑ 月浦                                 |
| ５６ \| ７８ \|                        |
| 東大邱（京釜高速線）↓／安康（東海線）↓ |

| 月台 | 路線       | 車種     | 目的地                          |
| ---- | ---------- | -------- | ------------------------------- |
| 5、6 | 東海線     | 無窮花號 | 往 慶州、太和江、釜田、盈德方向 |
| 5、6 | 大邱線     | 無窮花號 | 往 永川、河陽、東大邱方向       |
| 7、8 | 京釜高速線 | KTX      | 往 東大邱、首爾、幸信方向       |

## 历史
- 1918年11月1日，落成使用。
- 1945年7月10日，庆州-浦项间的轨距改为标准轨距，浦项-鹤山间的路线废止，车站成为终端站。
- 1992年12月15日，新村号列车开始行驶于首尔-浦项间。
- 2015年4月2日，KTX落成使用，新站正式開始營業。
- 2016年12月30日，编入东海本线，迁至距起点站（釜山镇站）142.5公里处[1][2]。
- 2018年1月26日，浦項至盈德區間通車。

## 相鄰車站
韓國鐵道公社
東海線
扶助－浦項－月浦
迎日灣港線
浦項－迎日灣港